# Niwki Kraszowskie
Niwki Kraszowskie – wieś w Polsce, położona w województwie dolnośląskim, w powiecie oleśnickim, w gminie Międzybórz.
| SIMC    | Nazwa              | Rodzaj     |
| ------- | ------------------ | ---------- |
| 0203683 | Dąbrowa Kraszowska | przysiółek |
| 0203690 | Dęby               | przysiółek |

W latach 1975–1998 wieś administracyjnie należała do województwa kaliskiego.